# Јутарњи диск џокеј
„Јутарњи диск џокеј“ је југословенски ТВ филм из 1979. године који је режирао Србољуб Божиновић, према сценарију Видосава Стевановића.

## Улоге
| Глумац         | Улога |
| -------------- | ----- |
| Енвер Петровци |       |